# Parque Shiba
Parque Shiba (芝公園 Shiba Kōen?) es un parque en el barrio de Minato, Tokio, Japón, en el que se sitúa el templo Zōjō-ji.

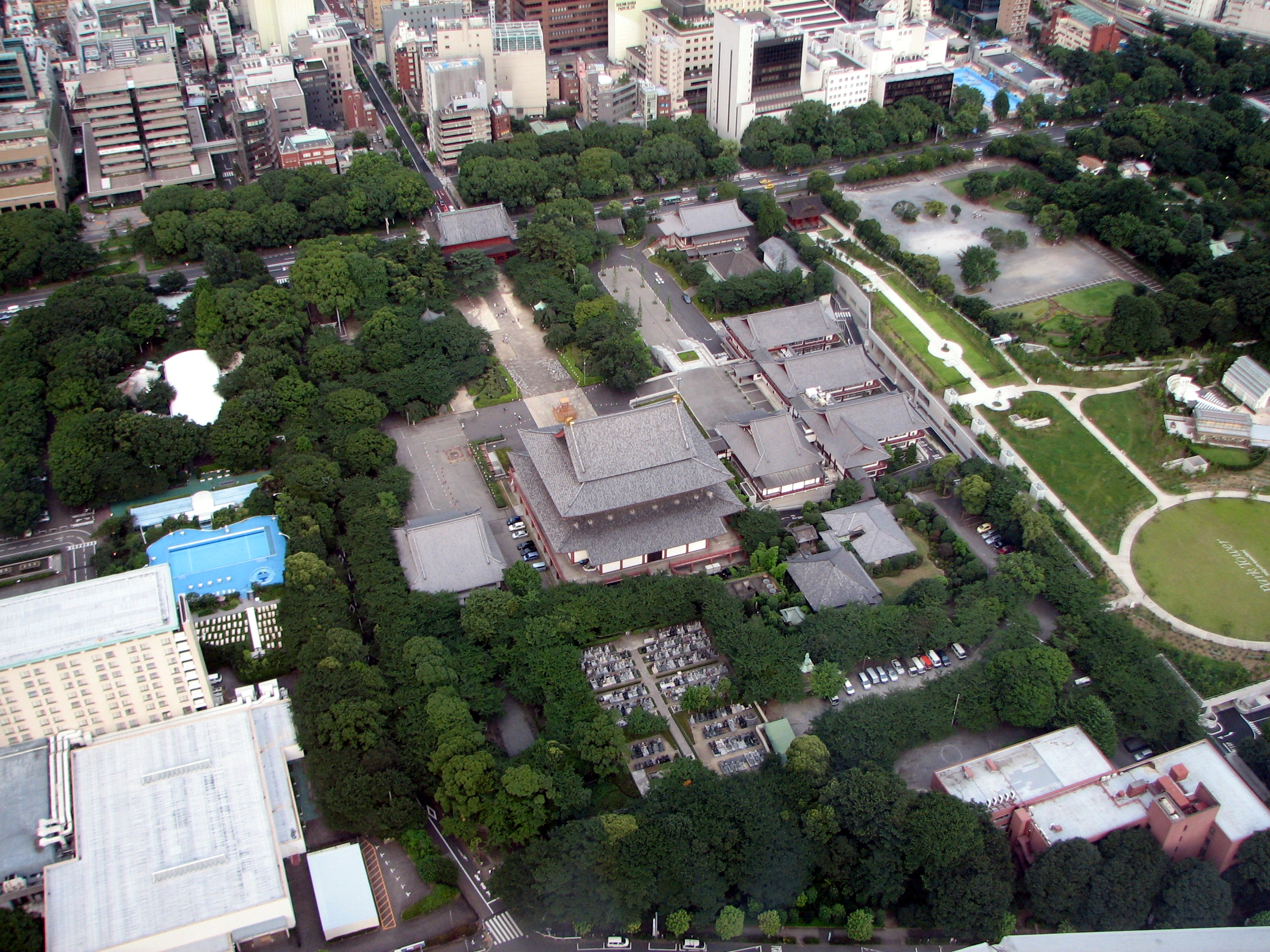
Vista aérea del parque desde la Torre de Tokio.

El parque es uno de los más antiguos de Japón, fue uno de los primeros parques designados en este país por un decreto oficial en 1873 junto a los parques Ueno, Asakusa, Fukagawa y Asukayama. 
Está situado entre las oficinas del barrio de Minato y la Torre de Tokio. Es muy popular en primavera, debido a la floración de los cerezos. Muchos de los diferentes caminos del parque ofrecen excelentes vistas de la Torre de Tokio, por lo cual ha aparecido en diversas películas y televisión.
El Jardín del Palacio de Shiba (Shiba Onshi-koen) y los terrenos del antiguo Palacio Separado de Shiba, se ha convertido en propiedad de la Municipalidad y está abierto al público.  Los jardines de Arisugawa fueron comprados por la Agencia de la Casa Imperial en 1875. Desde entonces, la tierra ha sido donada para uso y disfrute público

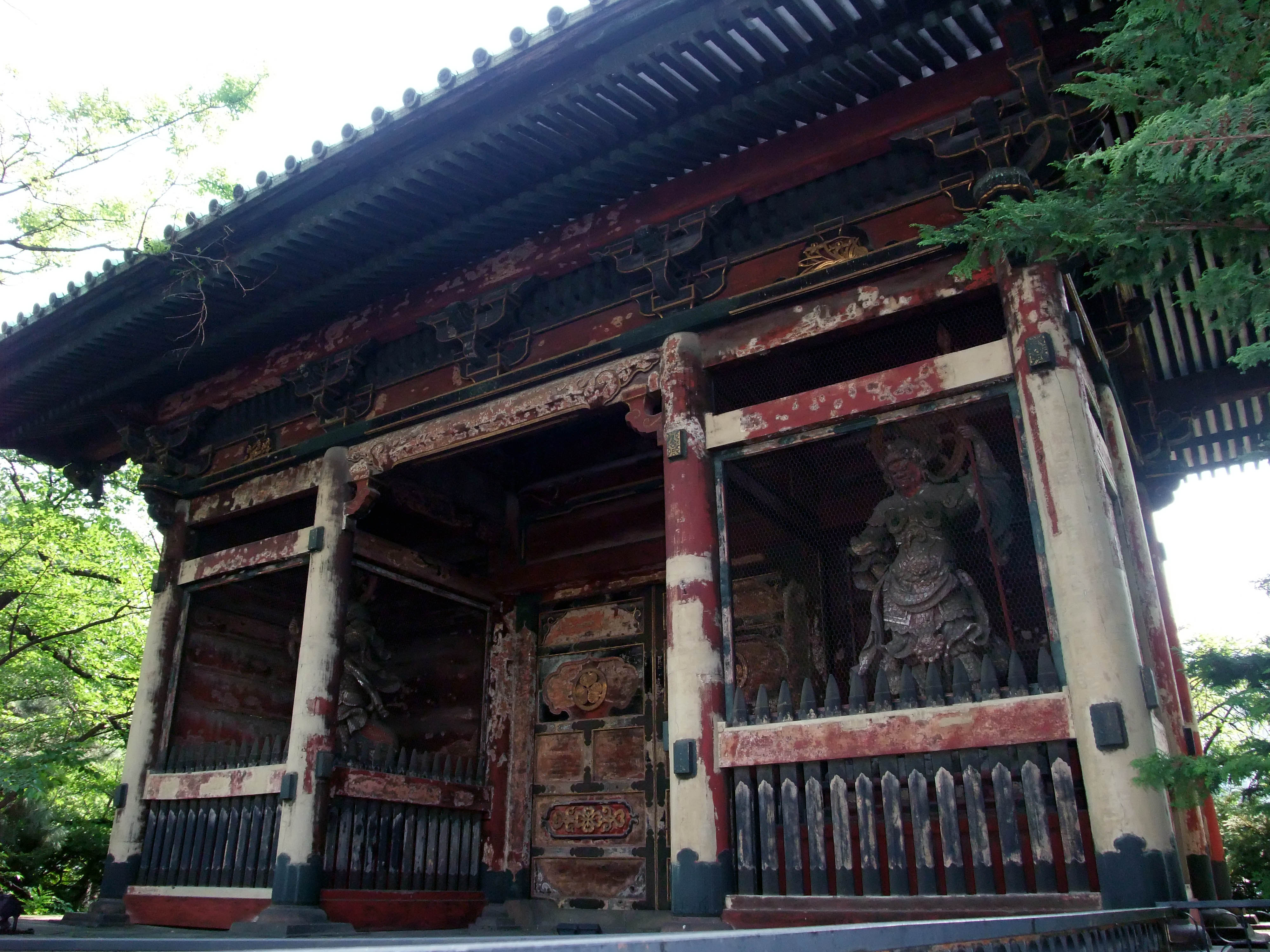
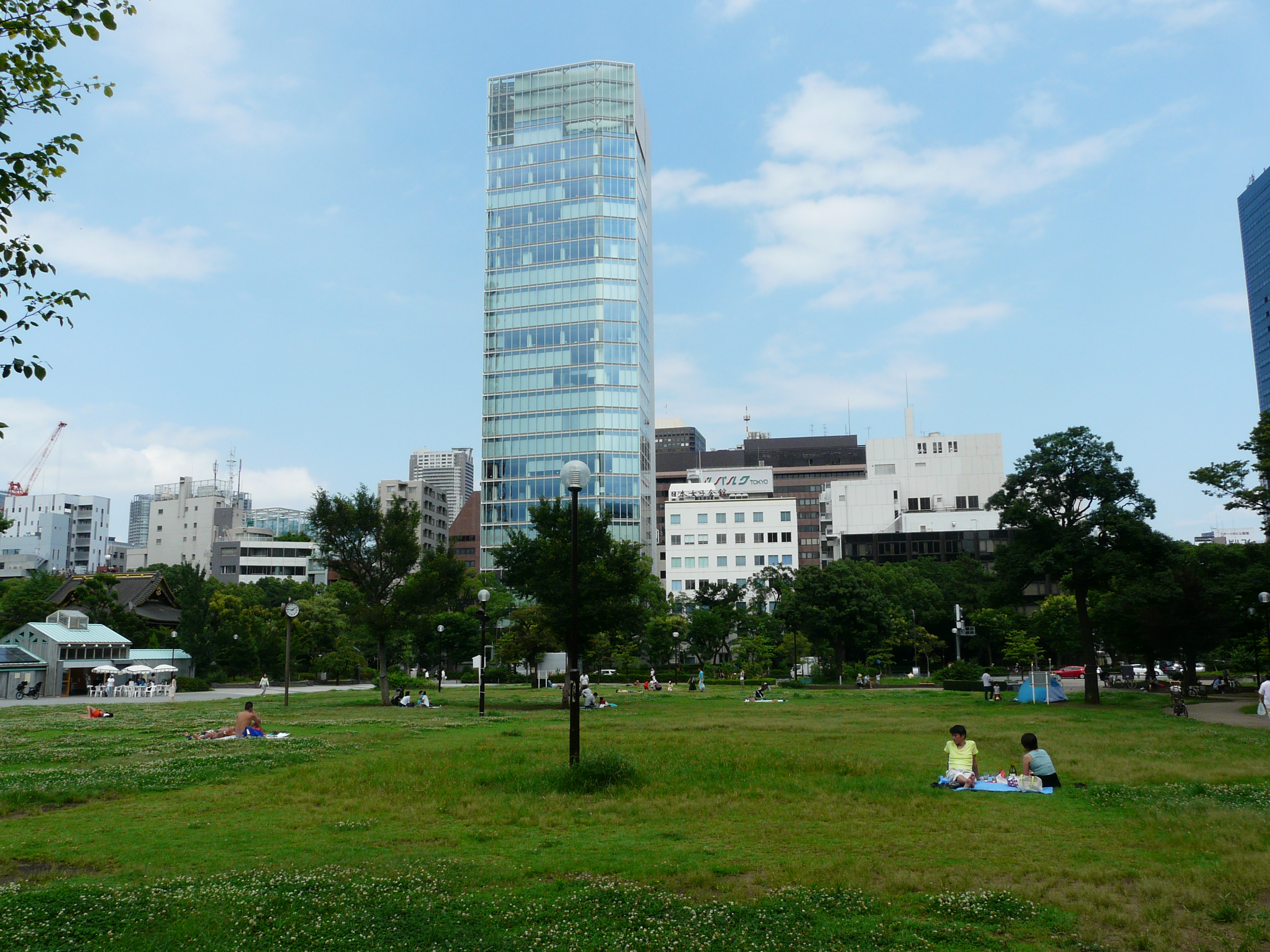
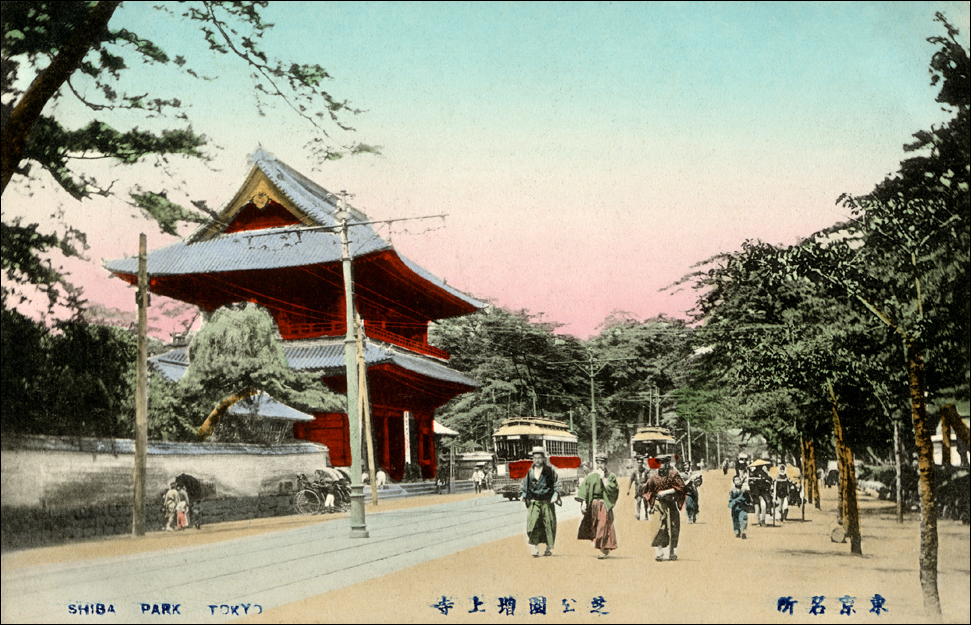
1920
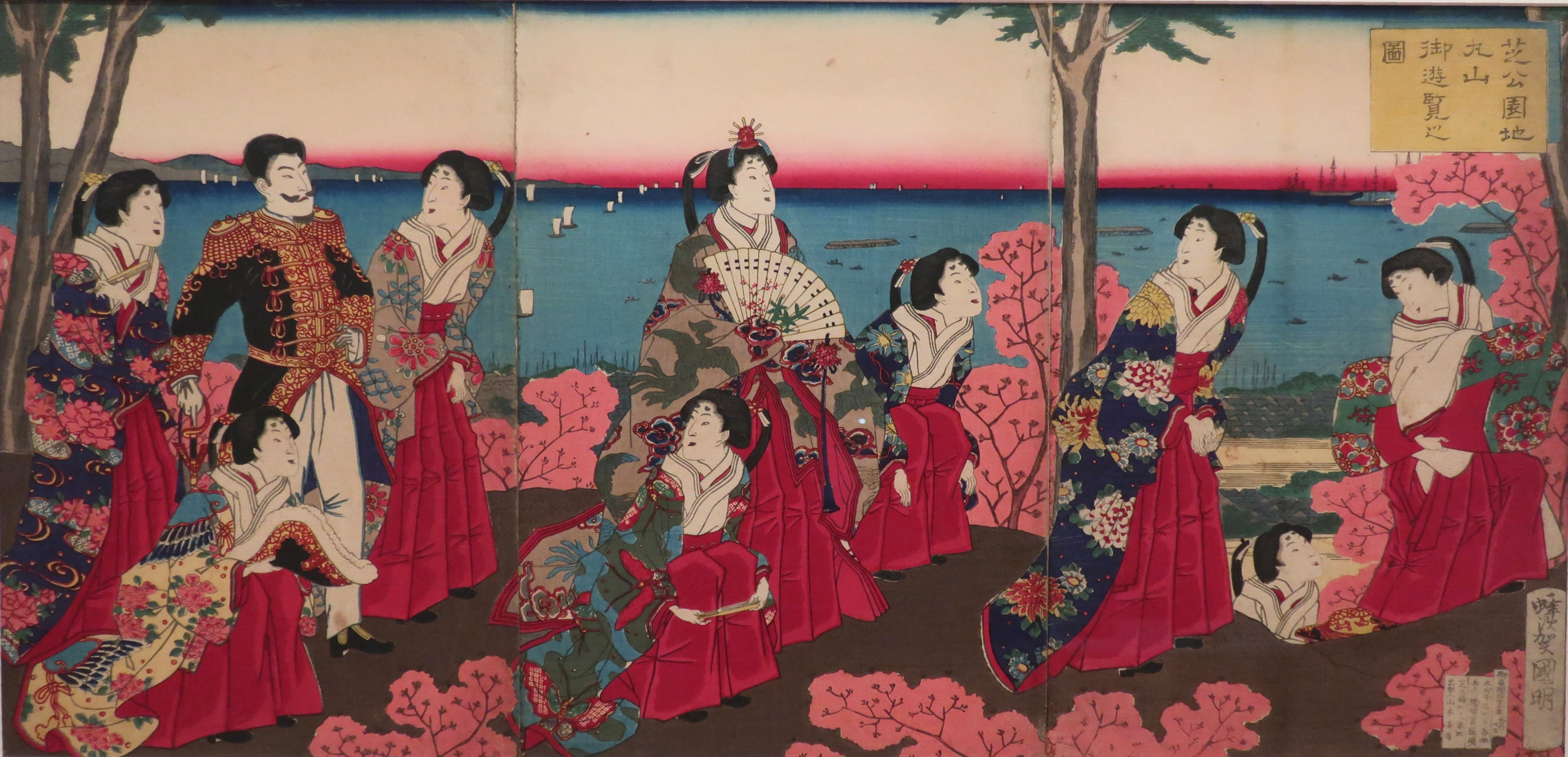
Utagawa Kuniaki II